# Argyra thoracia
Argyra thoracia är en tvåvingeart som beskrevs av Van Duzee 1925. Argyra thoracia ingår i släktet Argyra och familjen styltflugor. Inga underarter finns listade i Catalogue of Life.